# Esk (fiume Cumbria)
L'Esk è un fiume della lunghezza di circa 30 km situato nella contea di Cumbria, in Inghilterra; scorre all'interno della regione naturalistica nota come Lake District. Sgorga dal massiccio dello Sca Fell, ad un'altezza di circa 800 metri; nel suo primo tratto è caratterizzato da numerose piccole cascate. In seguito aumenta di portata, congiungendosi con diversi affluenti fra cui i torrenti Lingcove Beck e Hardknott Beck, scorrendo per una trentina di chilometri in direzione ovest attraverso la valle di Eskdale fino a sfociare, nei pressi del villaggio di Ravenglass, nel Mare d'Irlanda.
Il nome Esk deriva dal termine celtico antico "Isca", che significa "acqua": la sua etimologia è la stessa di quella dei fiumi Exe e Usk.